# Pyraminx

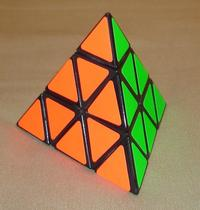
Pyraminx en su estado resuelto

El Pyraminx es un rompecabezas mecánico con forma de tetraedro similar al cubo de Rubik. Fue inventado por Uwe Meffert en 1970 y patentado en 1981. A partir de esa fecha salieron al mercado nuevos productos de diferentes marcas, tales como Cyclone Boys, MoYu y HeShu, entre otras muchas más. Cada vez tienen mecanismos de "click" más avanzados que permiten, con la práctica, hacer tiempos inferiores a los 10 segundos. Los últimos modelos de las marcas MoYu ,QiYi MoFangGe y Gan utilizan imanes para acelerar aún más su resolución.

## Plusmarca
El récord mundial de single de Pyraminx pertenece al estadounidense Simon Kellum, que lo resolvió en 0.73 segundos en la competición Middleton Meetup Thursday 2023. Por otro lado, el récord mundial de promedio (eliminando la mejor y la peor resolución) corresponde al australiano Sebastian Lee con un resultado de 1.15 segundos obtenido en la competición Maitland Spring 2024. Los tiempos fueron 1.15, 1.53,	1.22, 1.01 y 1.09 segundos.
.

## Soluciones óptimas
El máximo número de giros necesarios para resolver el Pyraminx es de 11. Existen 933 120 diferentes posiciones del rompecabezas, un número lo suficientemente pequeño como para que una computadora encuentre la solución óptima. En la tabla se resume el resultado de dicha búsqueda, siendo p el número de posiciones que requieren n giros para resolver el rompecabezas.
| n     | p       |
| ----- | ------- |
| 0     | 1       |
| 1     | 8       |
| 2     | 48      |
| 3     | 288     |
| 4     | 1 728   |
| 5     | 9 896   |
| 6     | 51 808  |
| 7     | 220 111 |
| 8     | 480 467 |
| 9     | 166 276 |
| 10    | 2 457   |
| 11    | 32      |
| Total | 933 120 |